# Lunca (gmina Vârfu Câmpului)
Lunca – wieś w Rumunii, w okręgu Botoszany, w gminie Vârfu Câmpului. W 2011 roku liczyła 458 mieszkańców.